# روابط ایران و ایالات متحده در دوره اول ریاست جمهوری ترامپ
روابط ایران و ایالات متحده در دوره اول ریاست جمهوری ترامپ (۲۰۱۷-۲۰۲۱) با تغییر شدید سیاست از رویکرد تعامل‌محور اوباما مشخص شد. ترامپ با ممنوعیت سفر شهروندان ایرانی و خروج از برنامه جامع اقدام مشترک (برجام) شروع کرد. به دنبال آن، کارزار فشار حداکثری گسترده‌تری با بیش از ۱۵۰۰ تحریم که بخش‌های مالی، نفتی و کشتیرانی ایران و همچنین شرکت‌های خارجی که با ایران تجارت می‌کردند را هدف قرار می‌داد، به اقتصاد آن آسیب جدی وارد کرد. این تلاش با هدف منزوی کردن ایران انجام شد، اما با مقاومت شدید - حتی از سوی متحدان ایالات متحده - روبرو شد و اغلب واشنگتن را از نظر دیپلماتیک منزوی کرد.
ایران با تهدید به از سرگیری غنی‌سازی نامحدود اورانیوم، رد مذاکره با دولت ترامپ و تشدید لفاظی‌ها پاسخ داد. تنش‌ها در سال ۲۰۱۹ با گزارش‌های اطلاعاتی ایالات متحده در مورد تهدیدهای ایران، حملات به نفتکش‌ها، سرنگونی پهپاد آمریکایی توسط ایران و حملات مشکوک ایران به تأسیسات نفتی عربستان سعودی، تشدید شد. رئیس جمهور ترامپ حملات تلافی‌جویانه را لغو کرد و به جای آن حملات سایبری و تحریم‌های اضافی را انتخاب کرد.
پس از حمله به پایگاه هوایی کی-۱ در دسامبر ۲۰۱۹ در عراق، تنش‌ها به طور قابل توجهی افزایش یافت که منجر به حملات هوایی آمریکا به شبه‌نظامیان تحت حمایت ایران و حمله تلافی‌جویانه به سفارت آمریکا در بغداد شد. در ۳ ژانویه ۲۰۲۰، ایالات متحده فرمانده نظامی ایرانی قاسم سلیمانی را در یک حمله پهپادی ترور کرد و باعث حملات موشکی ایران به پایگاه‌های ایالات متحده در عراق شد و ترس از جنگ را افزایش داد. این بحران با سقوط تصادفی سرنگونی یک هواپیمای مسافربری اوکراینی توسط نیروهای ایرانی تشدید شد و تا اوایل سال ۲۰۲۰ با حملات و تهدیدهای تلافی‌جویانه ادامه یافت.
بعدها در سال ۲۰۲۰، ایران تحریم‌های ایالات متحده را به دلیل محدود کردن واکنش خود به کووید-۱۹ مقصر دانست. آنها یک ماهواره نظامی پرتاب کردند و بعداً به دخالت در انتخابات ریاست جمهوری ایالات متحده و حملات نیابتی متهم شدند. روابط در دوران ترامپ با خصومت مداوم و اختلافات حل نشده پایان یافت.

## وضعیت روابط ایران و آمریکا در ژانویه ۲۰۱۷
در آغاز نخستین دولت ترامپ در ژانویه ۲۰۱۷، ایران توسط رئیس جمهور حسن روحانی، یک روحانی میانه‌رو که پیش از این از توافق هسته‌ای ۲۰۱۵ (برجام) حمایت کرده و از بهبود روابط با غرب حمایت می‌کرد، رهبری می‌شد، در حالی که قدرت نهایی در دست رهبر سید علی خامنه‌ای بود که قدرت تعیین‌کننده‌ای بر سیاست‌های خارجی و امنیتی ایران داشت. روابط بین ایران و ایالات متحده پس از توافق هسته‌ای ۲۰۱۵ (برجام) با دیپلماسی محتاطانه‌ای مشخص می‌شد، اما به دلیل تحریم‌های مداوم ایالات متحده، اختلافات موشک‌های بالستیک و تنش‌های منطقه‌ای، بدون هیچ گونه روابط دیپلماتیک رسمی از سال ۱۹۸۰، دچار تنش شده بود.
ترامپ پیش از این در طول مبارزات انتخاباتی ریاست جمهوری خود اظهار داشت که "ایران اکنون قدرت اسلامی غالب در خاورمیانه و در مسیر دستیابی به سلاح‌های هسته‌ای است." او با برجام مخالفت کرد، آن را «وحشتناک» خواند و ادعا کرد که دولت اوباما «از روی ناچاری» این توافق را مذاکره کرده است. او همچنین این توافق را فاجعه‌ای توصیف کرد که می‌تواند به هولوکاست هسته‌ای منجر شود. اگرچه در مقطعی اظهار داشت که به جای لغو این توافق، برای اجرای آن تلاش خواهد کرد، اما در مارس ۲۰۱۶ به آیپک نیز گفت که «اولویت شماره یک او از بین بردن این توافق فاجعه‌بار با ایران است».

## مراحل اولیه

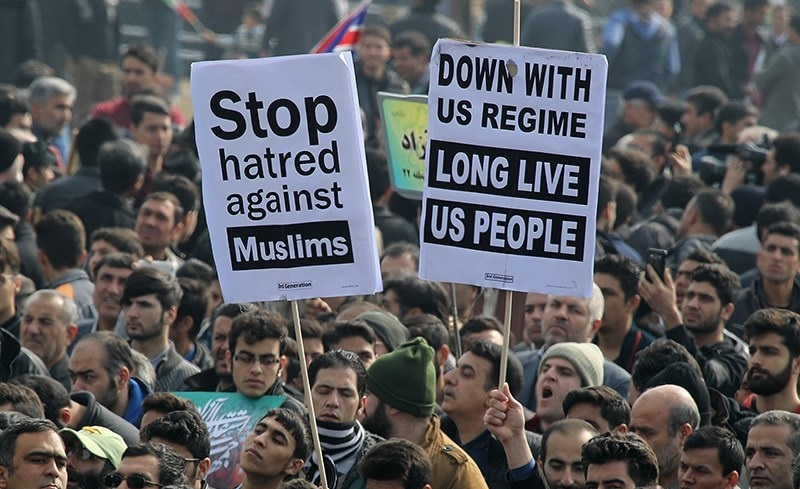
سی و هشتمین سالگرد انقلاب ۱۳۵۷ در میدان آزادی، تهران، ۲۰۱۷

یکی از نخستین اقدامات دولت ترامپ نخستین اقدامات عمده‌ای که بر ایران تأثیر گذاشت، در ۲۷ ژانویه ۲۰۱۷ رخ داد، زمانی که شهروندان ایران و چندین کشور دیگر به طور موقت از ورود به ایالات متحده توسط فرمان اجرایی "حفاظت از ملت در برابر ورود تروریست‌های خارجی به ایالات متحده" منع شدند. این فرمان، شهروندان ایرانی و افراد مظنون به تابعیت ایرانی، از جمله دارندگان گذرنامه ایرانی، را از ورود به ایالات متحده، به جز برای ترانزیت، منع می‌کرد. همه مسافران و خدمه، صرف نظر از ملیت، موظف بودند مطمئن شوند که گذرنامه‌هایشان فاقد مهر ورود ایران است. هیچ پرواز مستقیمی بین ایران و ایالات متحده وجود ندارد، بنابراین همه سفرها باید از طریق یک کشور ثالث انجام شود و هیچ هواپیمای ایرانی نمی‌تواند وارد حریم هوایی ایالات متحده شود.
کاخ سفید ترامپ در ۲۹ ژانویه ۲۰۱۷، تنها چند روز پس از روی کار آمدن، اعلام کرد که پس از آزمایش‌های موشک بالستیک، به ایران "اخطار" می‌دهد. چند روز بعد، دولت ترامپ ۲۵ فرد و شرکت ایرانی مظنون به دست داشتن در برنامه موشکی ایران را تحریم کرد و این اقدامات را "گام‌های اولیه" نامید.
دولت ترامپ به عنوان دولتی در حال حرکت به سمت تقویت ائتلاف غیررسمی با عربستان سعودی، اسرائیل، امارات متحده عربی و دیگر کشورهای سنی خلیج فارس با هدف مقابله با نفوذ منطقه‌ای ایران تلقی می‌شد. بین ژانویه و اواخر ژوئیه ۲۰۱۷، توییتر بیش از ۷۰۰۰ حساب کاربری ایجاد شده توسط عملیات نفوذ ایران را شناسایی و مسدود کرد.

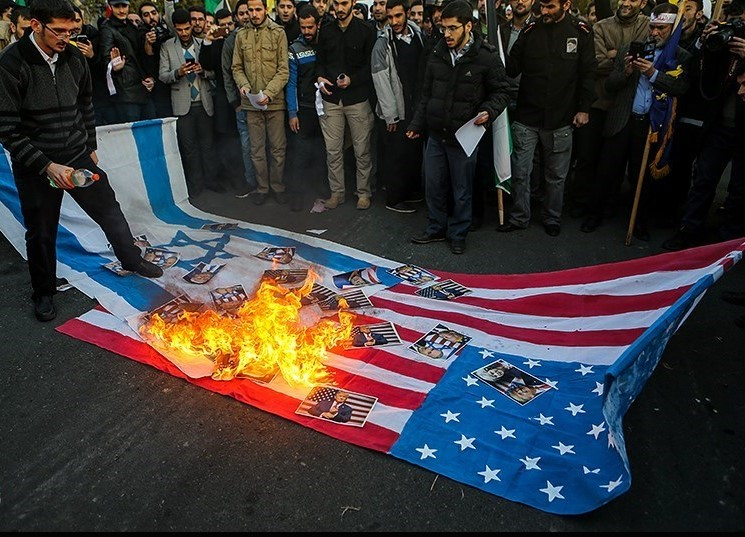
اعتراض علیه به رسمیت شناختن اورشلیم به عنوان پایتخت اسرائیل، تهران، ۱۱ دسامبر ۲۰۱۷

دولت ترامپ اظهار داشت که ترامپ شخصاً در طول ماه مه نشست بروکسل ۲۰۱۷ با ده‌ها مقام اروپایی علیه تجارت با ایران لابی کرده است. این احتمالاً نقض مفاد برجام است که سیاست‌هایی را که «به طور خاص با هدف تأثیر مستقیم و منفی بر عادی‌سازی روابط تجاری و اقتصادی با ایران» اعمال می‌شوند، ممنوع می‌کند. هم در آوریل و هم در ژوئیه ۲۰۱۷، دولت ترامپ در ژوئیه ۲۰۱۷ تأیید کرد که ایران به تعهدات خود در توافق پایبند بوده است. در آوریل ۲۰۱۷، دولت ترامپ تأیید کرد که ایران به برجام پایبند بوده است.
در ژوئیه ۲۰۱۷، اکثریت قریب به اتفاق کنگره دموکرات‌ها و جمهوری‌خواهان به قانون مقابله با دشمنان آمریکا از طریق تحریم‌ها (CAATSA) رأی مثبت دادند که تحریم‌هایی را علیه ایران، روسیه و کره شمالی در بر می‌گرفت. در ۲ اوت ۲۰۱۷، عباس عراقچی معاون وزیر امور خارجه ایران اظهار داشت که «از نظر ما توافق هسته‌ای نقض شده است». در سپتامبر ۲۰۱۷، روسای جمهور این کشورها در سخنرانی خود در مجمع عمومی سازمان ملل متحد، اظهارات توهین‌آمیزی رد و بدل کردند و نظرات مخالف خود را در مورد برجام ابراز داشتند.

## خروج از توافق هسته‌ای و کمپین فشار حداکثری
در ماه مه ۲۰۱۸، دونالد ترامپ تصمیم گرفت خروج از برجام را اعلام کند و اعلام کرد که از ۴ نوامبر همان سال تحریم‌های اقتصادی علیه ایران را دوباره اعمال خواهد کرد. این آغاز کارزار فشار حداکثری دولت ترامپ بود، تلاشی برای مجبور کردن ایران به مذاکره مجدد در مورد توافق هسته‌ای با اعمال تحریم‌های شدیدتر. دولت قصد داشت این توافق را گسترش دهد تا شامل محدودیت‌های سختگیرانه‌تری بر برنامه هسته‌ای ایران و همچنین محدودیت‌های جدید بر توسعه موشک‌های بالستیک و فعالیت‌های منطقه‌ای آن باشد.
در پاسخ، حسن روحانی، رئیس جمهور ایران، گفت که در صورت لزوم «غنی‌سازی صنعتی خود را بدون هیچ محدودیتی آغاز خواهد کرد». در ۵ ژوئیه، ایران تهدید کرد که اگر ایالات متحده تصمیم به اعمال مجدد تحریم‌های نفتی علیه ایران پس از خروج ایالات متحده از برجام بگیرد، تنگه هرمز را خواهد بست.
در اواخر ژوئیه ۲۰۱۸، در پی تبادل شدید تهدیدها بین روسای جمهور ایالات متحده و ایران، یک نفتکش بزرگ با پرچم عربستان سعودی که حدود ۲ میلیون بشکه نفت به مصر حمل می‌کرد، در تنگه باب المندب در نزدیکی بندر حدیده توسط شورشیان حوثی یمن، که گمان می‌رود توسط ایران مسلح و تأمین مالی شده‌اند، مورد حمله قرار گرفت. این حادثه که باعث شد عربستان سعودی حمل و نقل نفت از طریق این تنگه را متوقف کند، توسط تحلیلگران به عنوان تشدید شدید تنش‌ها تلقی شد. گزارش شده بود که دولت ترامپ در حال اجرای برنامه‌ای برای تحریک گروه‌های مختلف مخالف در ایران است.
در ۱۳ آگوست ۲۰۱۸، آیت‌الله سید علی خامنه‌ای، رهبر ایران، با اشاره به شکست مذاکرات قبلی، هرگونه مذاکره مستقیم با ایالات متحده را ممنوع کرد. خامنه‌ای گفت: «جنگی در کار نخواهد بود و ما با ایالات متحده مذاکره نخواهیم کرد» و «حتی اگر زمانی - هرچند غیرممکن - با ایالات متحده مذاکره کنیم، هرگز با دولت فعلی ایالات متحده مذاکره نخواهیم کرد.» او افزود که ایالات متحده هرگز از هدف اصلی خود در مذاکرات که معمولاً مبتنی بر بده بستان است، کوتاه نمی‌آید و پس از مذاکره «از موضع خود در قبال معامله عدول می‌کند». وزیر امور خارجه ایالات متحده آمریکا مایک پومپئو گروه اقدام ایران را به عنوان یک گروه اختصاصی برای هماهنگی و اجرای سیاست ایالات متحده در قبال ایران تشکیل داد. در نوامبر ۲۰۱۸، تمام تحریم‌های لغو شده در سال ۲۰۱۵ توسط دولت ترامپ دوباره علیه ایران اعمال شد.
در اکتبر ۲۰۱۸، دیوان بین‌المللی دادگستری با استناد به پیمان مودت ۱۹۵۵، به طور موقت به ایالات متحده دستور داد تا تحریم‌های خود علیه ایران را لغو کند. در پاسخ، ایالات متحده از این پیمان خارج شد.
در نوامبر ۲۰۱۸، دولت ترامپ رسماً تمام تحریم‌های علیه ایران را که پیش از خروج ایالات متحده از برجام لغو شده بودند، بازگرداند.
برخلاف اظهارات قبلی دولت، ارزیابی جامعه اطلاعاتی ایالات متحده در ژانویه ۲۰۱۹ به این نتیجه رسید که ایران به دنبال سلاح‌های هسته‌ای نیست.
در ماه مه ۲۰۱۹، آژانس بین‌المللی انرژی اتمی تأیید کرد که ایران به مفاد اصلی توافق هسته‌ای ایران پایبند بوده است، اگرچه در مورد تعداد سانتریفیوژهای پیشرفته مجاز به ایران، که در توافق به طور کلی تعریف نشده بود، سؤالاتی مطرح شد.
در ۷ مارس ۲۰۱۹، سفیر موقت ایالات متحده در سازمان ملل متحد جاناتان کوهن، در نامه‌ای به دبیرکل آنتونیو گوترش، از سازمان ملل متحد خواست تا تحریم‌های جدیدی علیه ایران به دلیل فعالیت‌های موشکی جدیدش وضع کند.
در اوت ۲۰۲۰، پس از آنکه شورای امنیت سازمان ملل متحد پیشنهاد مورد حمایت ایالات متحده برای تمدید تحریم تسلیحاتی علیه ایران را رد کرد، ترامپ گفت که ایالات متحده به طور یکجانبه تحریم‌های لغو شده علیه ایران به عنوان بخشی از برجام را «بازمی‌گرداند» - استدلالی مبتنی بر این موضع که ایالات متحده علیرغم خروج ترامپ از توافق هسته‌ای ۲۰۱۵ ایران، همچنان «شرکت‌کننده» آن است. این استدلال ایالات متحده با تردید متحدان اروپایی مواجه شد. شورای امنیت بعداً در ماه اوت به پیشنهاد دولت ترامپ رأی داد و تنها جمهوری دومینیکن به ایالات متحده پیوست تا به آن رأی مثبت دهد.
در مجموع، کارزار «فشار حداکثری» به طور گسترده از سیستم مالی جهانی برای منزوی کردن ایران استفاده کرد. ایالات متحده بیش از ۱۵۰۰ تحریم اعمال کرد که بانک مرکزی ایران، شرکت ملی نفت ایران، خطوط کشتیرانی و سایر بخش‌های کلیدی و همچنین نهادهای خارجی که با ایران تجارت می‌کردند را هدف قرار می‌داد. تهدید تحریم‌های ثانویه خزانه‌داری ایالات متحده آمریکا باعث شد بسیاری از شرکت‌ها و مؤسسات مالی بین‌المللی از همکاری با ایران دست بکشند و این امر به کاهش شدید صادرات نفت ایران منجر شد.

## سپاه پاسداران و نیروهای مسلح ایالات متحده در فهرست تروریستی
ایالات متحده پیش از این در دوران دولت بوش، با فعالیت‌های سپاه پاسداران انقلاب اسلامی (IRGC) به دلیل «دخالت فزاینده این گروه در عراق و افغانستان و همچنین حمایت آن از افراط‌گرایان در سراسر خاورمیانه» مخالفت کرده بود. در سال ۲۰۰۷ برنامه‌هایی برای معرفی این گروه به عنوان یک سازمان تروریستی وجود داشت، اما این امر به عنوان یک نامگذاری رسمی محقق نشد. در ۸ آوریل ۲۰۱۹، وزارت امور خارجه ایالات متحده قصد خود را برای معرفی سپاه به عنوان سازمان تروریستی خارجی (FTO) که از ۱۵ آوریل لازم‌الاجرا است، اعلام کرد.
مجلس ایران با تصویب طرحی که «تمام اشخاص حقوقی و حقیقی و نیروهای ایالات متحده و متحدانش که در منطقه غرب آسیا فعالیت می‌کنند» را تروریست می‌نامید، هرگونه کمک به آنها را یک اقدام تروریستی خواند و از دولت خواست تا از طریق مذاکرات چندجانبه با سازمان‌های بین‌المللی، تهدید نامگذاری سپاه را خنثی کند. این قطعنامه غیرالزام‌آور به «ماهیت تروریستی رژیم ایالات متحده، به ویژه آن بخش از نیروهای نظامی و امنیتی آمریکا و فرماندهی مرکزی ایالات متحده که در ربع قرن گذشته در عراق، افغانستان، سوریه و ایران اقدامات تروریستی انجام داده‌اند و آشکارا از طرح‌های تروریستی حمایت کرده‌اند» اشاره کرد. اندکی پس از آن، شورای عالی امنیت ملی نگرانی‌های مشابهی را در اعلام خطرناک و غیرقانونی بودن نامگذاری سپاه پاسداران، ایالات متحده را «دولت تروریستی» و سنتکام را «سازمان تروریستی اصلی آن» اعلام کرد.
گزارش ویژه وزارت امور خارجه ایالات متحده همچنین نسبت به افزایش دخالت نیروهای سپاه پاسداران در درگیری سوریه هشدار داد:
ما معتقدیم که این یک روند نگران‌کننده است. این موضوع توسط واقعیت‌ها تأیید شده است و شایسته بررسی دقیق‌تر است، زیرا ما چشم‌انداز فعالیت‌های تروریستی در سطح جهان را ارزیابی می‌کنیم. البته به این موارد، تعهد عمیق‌تر ایران و حزب‌الله برای جنگیدن و کشتن به نمایندگی از رژیم اسد در سوریه را نیز اضافه کنید. این دخالت، البته، درگیری را تشدید می‌کند و تهدیدی برای گسترش خشونت در سراسر منطقه است.

حزب‌الله و رهبری ایران جهان‌بینی و دیدگاه استراتژیک مشابهی دارند و به دنبال بهره‌برداری از ناآرامی‌های فعلی در منطقه به نفع خود هستند. این رویکرد تنش‌ها و درگیری‌های فرقه‌ای را افزایش داده و در دوران تغییرات بزرگ در سراسر منطقه، به عنوان نیرویی بی‌ثبات‌کننده بیشتر عمل می‌کند.
مایکل روبین، محقق ارشد مؤسسه امریکن انترپرایز، گفت که نگران است که قرار دادن سپاه در فهرست تروریستی «ممکن است بقیه رژیم را تبرئه کند، در حالی که در واقع، فعالیت‌های سپاه پاسداران را نمی‌توان از رهبری دولتی خامنه‌ای یا رئیس‌جمهور احمدی‌نژاد جدا کرد». روزنامه ایرانی کیهان به نقل از فرمانده سپاه پاسداران انقلاب اسلامی ایران تهدید کرد که در پاسخ به این قرار دادن، ضربات سنگین‌تری به ایالات متحده وارد خواهد کرد. سید محمد خاتمی، رئیس جمهور سابق ایران جبهه اصلاحات امیدوار بود که «به کسانی که در کنگره ایالات متحده یا جاهای دیگر برای منافع ملت آمریکا کار می‌کنند یادآوری کند که در برابر این اقدامات بایستند، در غیر این صورت دیوار بین دو کشور بلندتر و ضخیم‌تر می‌شود».
این نخستین باری خواهد بود که واحدهای مسلح رسمی کشورهای مستقل در فهرست گروه‌های تروریستی ممنوعه قرار می‌گیرند. کاوه ال. افراسیابی، مشاور سابق برنامه گفتگوی تمدن‌ها سازمان ملل، در «آسیا تایمز آنلاین» اظهار داشت که این اقدام پیامدهای قانونی احتمالی دارد: «طبق قوانین بین‌المللی، می‌توان با منزوی کردن شاخه‌ای از دولت ایران برای هدف قرار دادن گزینشی، آن را غیرقانونی و غیرقابل دفاع دانست. این برخلاف تعهد عهدنامه ۱۹۸۱ الجزایر مبنی بر عدم دخالت در امور داخلی ایران توسط دولت ایالات متحده است.» نشت اخبار در مورد این نامگذاری احتمالی، دولت‌های اروپایی و شرکت‌های بخش خصوصی را نگران کرد، که ممکن است به دلیل همکاری با سپاه پاسداران انقلاب اسلامی در دادگاه‌های آمریکا تحت پیگرد قانونی قرار گیرند.
در آوریل ۲۰۱۹، ایالات متحده تهدید کرد کشورهایی را که پس از انقضای معافیت شش ماهه اولیه اعلام شده در نوامبر ۲۰۱۸، به خرید نفت از ایران ادامه می‌دهند، تحریم خواهد کرد. به گزارش بی‌بی‌سی، تحریم‌های ایالات متحده علیه ایران "منجر به رکود شدید در اقتصاد ایران شده، ارزش پول ملی آن را به پایین‌ترین حد خود رسانده، نرخ تورم سالانه آن را چهار برابر کرده، سرمایه‌گذاران خارجی را فراری داده و اعتراضاتی را برانگیخته است." در دسامبر ۲۰۱۸، رئیس جمهور ایران حسن روحانی هشدار داد: "اگر روزی بخواهند جلوی صادرات نفت ایران را بگیرند، دیگر نفتی از خلیج فارس صادر نخواهد شد."

## تشدید تنش‌ها
دولت ترامپ روابط گرم‌تری با سازمان مجاهدین خلق ایران (MEK)، یک گروه اپوزیسیون تبعیدی که مدت‌ها با رژیم ایران مخالف بود، برقرار کرد. اگرچه مجاهدین خلق پیش از این تا سال ۲۰۱۲ توسط ایالات متحده به عنوان یک سازمان تروریستی تعیین شده بود، چندین نفر از نزدیکان ارشد ترامپ، از جمله مشاور امنیت ملی جان بولتون و وکیل رودی جولیانی، علناً از این گروه حمایت کردند و در تجمعات آنها سخنرانی کردند. این حضورها بخشی از تلاش‌های گسترده‌تر برای حمایت از تغییر رژیم در ایران بود. منتقدان به گذشته بحث‌برانگیز این گروه، از جمله اتحاد آن با صدام حسین در طول جنگ ایران و عراق و محبوبیت محدود آن در بین ایرانیان اشاره کردند.
در طول سال ۲۰۱۹، دولت تحریم‌هایی را علیه رهبر ایران سید علی خامنه‌ای، وزیر امور خارجه محمدجواد ظریف، سایر مقامات ارشد و وابستگان آنها، فرماندهان سپاه، بانک مرکزی ایران و بخش‌های صنعتی، ساختمانی و سایر بخش‌های ایران اعمال کرد.
تنش‌ها بین ایران و ایالات متحده در ماه مه ۲۰۱۹ تشدید شد، و ایالات متحده پس از دریافت گزارش‌های اطلاعاتی مبنی بر «کارزار» ادعایی ایران و «نیروهای نیابتی» آن برای تهدید نیروهای آمریکایی و حمل و نقل نفت تنگه هرمز، تجهیزات نظامی بیشتری را به منطقه خلیج فارس اعزام کرد. مقامات آمریکایی به تهدیدات علیه حمل و نقل تجاری و حملات احتمالی شبه‌نظامیان مرتبط با ایران به نیروهای آمریکایی در عراق اشاره کردند و در عین حال به گزارش‌های اطلاعاتی شامل عکس‌هایی از موشک‌های نصب شده بر جهاز و سایر قایق‌های کوچک در خلیج فارس که ظاهراً توسط نیروهای شبه‌نظامی ایرانی در آنجا قرار داده شده بودند، استناد کردند. ایالات متحده از این می‌ترسید که ممکن است به سمت نیروی دریایی‌اش شلیک شود.
در ۵ مه، مشاور امنیت ملی ایالات متحده جان بولتون اعلام کرد که ایالات متحده در حال اعزام ناو هواپیمابر یواس‌اس آبراهام لینکلن (سی‌وی‌ان-۷۲)، ناوگروه ضربت و چهار بوئینگ بی-۵۲ استراتوفورترس به خاورمیانه است تا «پیامی روشن و بدون اشتباه» به ایران پس از گزارش‌های اطلاعات اسرائیل مبنی بر توطئه ادعایی ایران برای حمله به نیروهای آمریکایی در منطقه ارسال کند. بولتون گفت: «ایالات متحده به دنبال جنگ با رژیم ایران نیست، اما ما کاملاً آماده‌ایم تا به هرگونه حمله‌ای پاسخ دهیم.» ناو هواپیمابر «یواس‌اس آبراهام لینکلن» مستقر در دریای عرب، خارج از خلیج فارس است.
در ۷ مه، وزیر امور خارجه ایالات متحده مایک پمپئو پس از لغو دیدار با صدراعظم آلمان آنگلا مرکل، نیمه‌شب به طور غیرمنتظره‌ای به بغداد سفر کرد. پمپئو به برهم صالح، رئیس‌جمهور عراق، و عادل عبدالمهدی، نخست‌وزیر عراق، گفت که آنها مسئولیت حفاظت از آمریکایی‌ها در عراق را بر عهده دارند. در ۸ مه، یکی از مشاوران آیت‌الله خامنه‌ای اظهار داشت که ایران مطمئن است که ایالات متحده هم تمایلی به شروع جنگ با ایران ندارد و هم قادر به آن نیست. در همان روز، ایران اعلام کرد که تعهد خود به توافق هسته‌ای برجام را که ایالات متحده در ماه مه ۲۰۱۸ از آن خارج شد، کاهش خواهد داد. رئیس‌جمهور ایران حسن روحانی مهلتی ۶۰ روزه برای اتحادیه اروپا و قدرت‌های جهانی تعیین کرد تا توافق فعلی را قبل از از سرگیری غنی‌سازی اورانیوم با غلظت بالاتر، نجات دهند. فرماندهی مرکزی نیروهای هوایی ایالات متحده اعلام کرد که جت‌های جنگنده مک‌دانل داگلاس اف-۱۵ ایگل در منطقه مستقر شده‌اند تا "از نیروها و منافع ایالات متحده در منطقه دفاع کنند." در ۱۰ مه، ایالات متحده ناوچه کشتی حمل و نقل دریایی یواس‌اس آرلینگتون (ال‌پی‌دی-۲۴) و یک سامانه موشکی موشک سطح‌به‌هوای ام‌آی‌ام-۱۰۴پاتریوت را به خاورمیانه اعزام کرد. پنتاگون اعلام کرد که این افزایش نیرو در پاسخ به «آمادگی فزاینده ایران برای انجام عملیات تهاجمی» بوده است. در ۱۰ سپتامبر، پس از استعفای مشاور امنیت ملی ایالات متحده جان بولتون، ایران اعلام کرد که استعفای او منجر به مذاکره بین واشنگتن و تهران نخواهد شد. در ۱۶ سپتامبر، ایران اعلام کرد که حسن روحانی، رئیس جمهور، در سازمان ملل با دونالد ترامپ، رئیس جمهور آمریکا، دیدار نخواهد کرد، مگر اینکه تحریم‌های ایران لغو شود.

## حوادث خلیج عمان

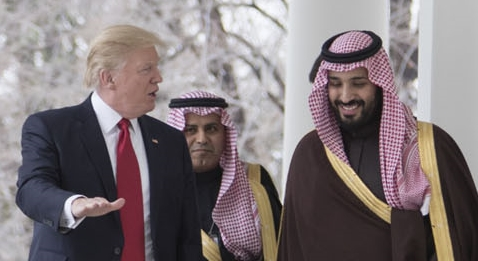
رئیس جمهور ایالات متحده دونالد ترامپ و ولیعهد عربستان محمد بن سلمان ایران را مسئول حملات به نفتکش‌ها دانستند.

در ماه مه ۲۰۱۹، تنش‌ها بین ایران و ایالات متحده پس از حمله به چهار کشتی در نزدیکی بندر فجیره امارات متحده عربی، که ایران یا نیروهای نیابتی آن مظنون به دست داشتن در آن بودند، تشدید شد. در پاسخ، ایالات متحده هشدارهای نظامی صادر کرد و استقرار ۱۲۰۰۰۰ سرباز را در نظر گرفت. در ۱۴ مه، هر دو کشور جنگ را کم‌اهمیت جلوه دادند، اما در همان روز شورشیان حوثی، که با ایران مرتبط هستند، به یک خط لوله سعودی حمله کردند و باعث شدند ایالات متحده کارکنان غیرضروری خود را از عراق خارج کند.
با وجود افزایش تنش‌ها، به نظر می‌رسد رئیس جمهور ترامپ در ۲۰ مه تهدید ایران را کم‌اهمیت جلوه داد و اظهار داشت: «ما هیچ نشانه‌ای نداریم که اتفاقی افتاده یا خواهد افتاد، اما اگر اتفاقی بیفتد، بدیهی است که با نیروی زیادی روبرو خواهیم شد. ما چاره‌ای نخواهیم داشت.» اظهارات او در تضاد با نظرات تیم امنیت ملی او، از جمله جان بولتون بود که در اوایل همان روز نسبت به افزایش تهدیدها از سوی ایران هشدار داده بودند.
در ۲۴ مه، ایالات متحده ۱۵۰۰ نیروی اضافی را به خلیج فارس اعزام کرد و وزیر امور خارجه مایک پمپئو در مورد ایران «وضعیت اضطراری» اعلام کرد و به دولت اجازه داد تا با دور زدن بررسی کنگره، فروش ۸ میلیارد دلار سلاح به متحد عربستان سعودی را با استناد به منافع امنیت ملی ایالات متحده تصویب کند. با وجود این تحولات، ایران اعلام کرد که همچنان به توافق هسته‌ای پایبند است و هر دو طرف تمایل خود را برای مذاکره ابراز کردند، اگرچه تنش‌ها همچنان بالا بود.
پس از حادثه دوم در ۱۷ ژوئن در خلیج عمان که در آن دو نفتکش پس از حمله ادعایی توسط مین‌های چسبنده یا اشیاء پرنده آتش گرفتند، ایالات متحده از اعزام ۱۰۰۰ سرباز اضافی به خاورمیانه خبر داد.

## حوادث پهپادی و تلافی سایبری

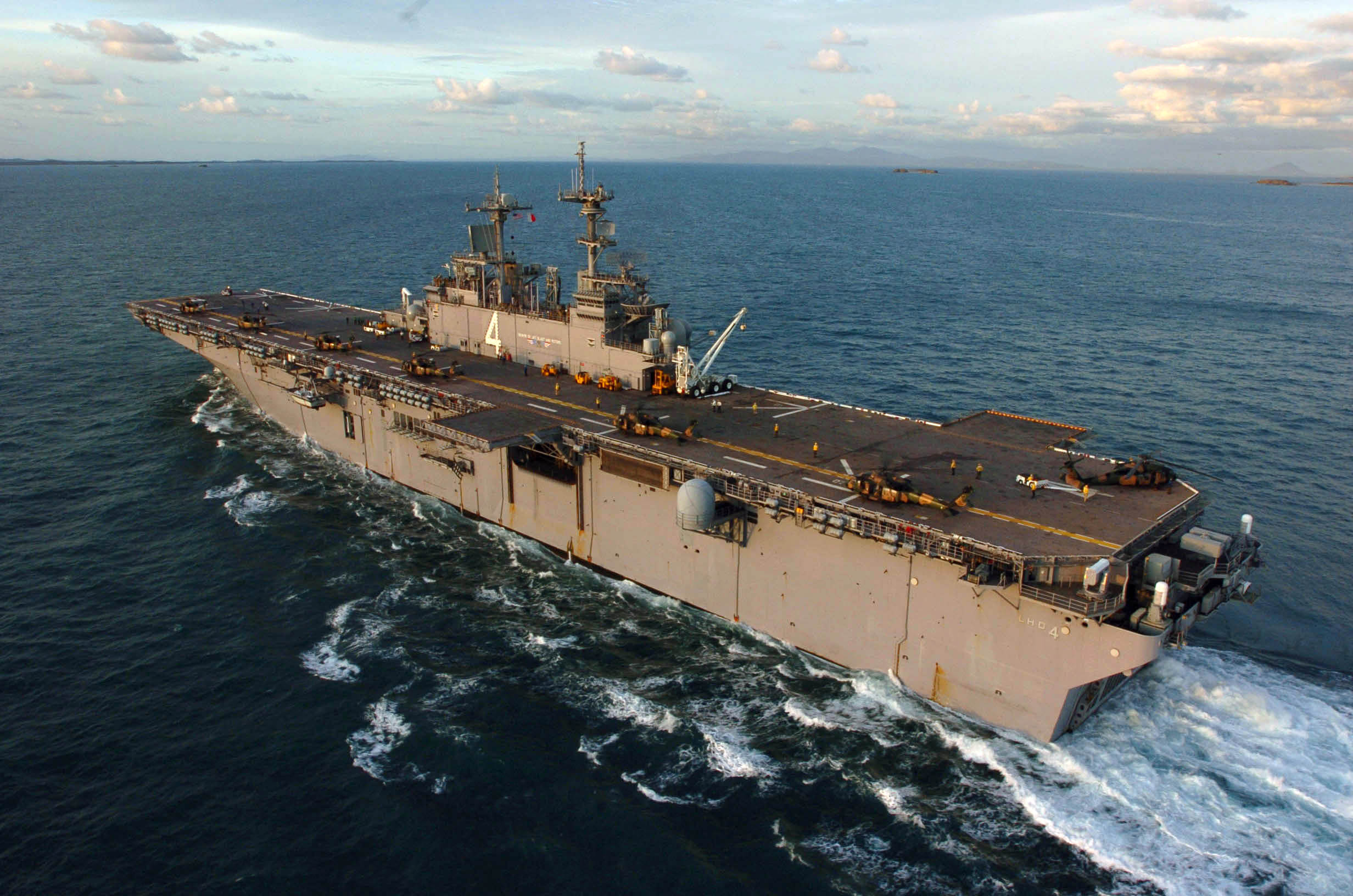
که در اینجا در سواحل استرالیا دیده می‌شود، در ژوئن ۲۰۱۹ در نتیجه افزایش تنش‌ها بین ایالات متحده و ایران به خلیج فارس اعزام شد.

تنش‌ها بین ایالات متحده و ایران در ژوئن ۲۰۱۹ به طور قابل توجهی افزایش یافت. در ۲۰ ژوئن، ایران یک پهپاد آمریکایی نورثروپ گرومن آرکیو-۴ گلوبال هاوک را با ادعای نقض حریم هوایی ایران، سرنگون کرد. ایالات متحده این ادعا را رد کرد و اظهار داشت که در حریم هوایی بین‌المللی بوده است. دونالد ترامپ در ابتدا دستور حمله نظامی تلافی‌جویانه را داد، اما پس از اطلاع از تلفات احتمالی، آن را لغو کرد. در تلافی، ایالات متحده حملات سایبری به سیستم‌های کنترل موشکی ایران انجام داد. در ۲۴ ژوئن، ترامپ تحریم‌های جدیدی را علیه رهبری ایران، از جمله سید علی خامنه‌ای اعمال کرد. در همین حال، ایران از مذاکره تا زمان لغو تحریم‌ها خودداری کرد. ایالات متحده به استقرار تجهیزات نظامی در منطقه، از جمله جت‌های جنگنده، ادامه داد.
در ۱۸ ژوئیه، طبق گزارش پنتاگون، یواس‌اس باکسر (ال‌اچ‌دی-۴) علیه یک پهپاد ایرانی که تقریباً تا ۱٬۰۰۰ یارد (۹۱۰ متر) به کشتی در خلیج فارس نزدیک شده بود، اقدام دفاعی انجام داد و پهپاد را مختل کرد و باعث سقوط هواپیما شد. معاون وزیر امور خارجه ایران سید عباس عراقچی سرنگونی هیچ یک از پهپادهای این کشور را تکذیب کرد. ایران در اقدامی برای رد ادعاهای دونالد ترامپ مبنی بر سرنگونی یک پهپاد ایرانی توسط آمریکا در خلیج فارس، تصاویری از ناو آمریکایی «بوکسر» را نشان داد.
در ۱۵ سپتامبر ۲۰۱۹، ایران اتهامات آمریکا مبنی بر انجام حملات پهپادی به میادین نفتی عربستان سعودی را رد کرد. ایران همچنین هشدار داد که برای یک جنگ «تمام عیار» آماده است.

## اعتراضات به قیمت بنزین در نوامبر ۲۰۱۹ در ایران
در ۱۵ نوامبر ۲۰۱۹، ایران قیمت بنزین را ۵۰ درصد افزایش داد که منجر به اعتراضات خشونت‌آمیز در سراسر کشور شد و تظاهرکنندگان خواستار استعفای حسن روحانی شدند. افزایش قیمت‌ها ناشی از بدتر شدن شرایط اقتصادی بود که تا حدودی به دلیل تحریم‌های ایالات متحده بود. در پاسخ، ایالات متحده از معترضان حمایت و دولت ایران را محکوم کرد. در ۳ دسامبر ۲۰۱۹، رئیس جمهور ترامپ، در جریان اجلاس ناتو در لندن، ادعا کرد که مقامات ایرانی در بحبوحه ناآرامی‌ها «شاید هزاران هزار نفر را می‌کشند».

## حمله به پایگاه هوایی کی-۱ و پیامدهای آن
در ۲۷ دسامبر ۲۰۱۹، زمانی که پایگاه هوایی کی-۱ در استان کرکوک عراق، که محل استقرار نیروهای آمریکایی و عراقی بود، با کاتیوشا مورد حمله قرار گرفت، تنش‌ها به شدت افزایش یافت. این حمله منجر به کشته شدن یک پیمانکار غیرنظامی آمریکایی و زخمی شدن چندین پرسنل نیروهای امنیتی عراق و همچنین چهار سرباز آمریکایی شد. وزیر امور خارجه ایالات متحده مایک پمپئو این حمله را محکوم کرد و شبه‌نظامیان شیعه تحت حمایت ایران، به ویژه کتائب حزب‌الله را مقصر دانست.
در همان روز، ایران، روسیه و چین یک رزمایش دریایی چهار روزه را در خلیج عمان آغاز کردند. به گفته منابع ایرانی، این رزمایش‌ها پاسخی به مانورهای منطقه‌ای اخیر ایالات متحده و عربستان سعودی بود و هدف آن نشان دادن این بود که ایران از نظر منطقه‌ای منزوی نیست. در مقابل، وزارت دفاع ملی چین این رزمایش را یک تبادل نظامی معمول و بی‌ارتباط با تنش‌های بین‌المللی توصیف کرد.
در پاسخ به یک سری حملات به پایگاه‌های نظامی عراق، به ویژه حمله مرگبار به پایگاه هوایی کی-۱، نیروهای آمریکایی در ۲۹ دسامبر حملات هوایی را علیه تأسیسات کتائب حزب‌الله در عراق و سوریه انجام دادند، علیرغم اینکه این گروه منکر دخالت در حمله کی-۱ شد. این عملیات منجر به کشته شدن ۲۵ شبه‌نظامی و زخمی شدن حداقل ۵۵ نفر دیگر شد. طبق اعلام وزارت دفاع ایالات متحده، این حملات با هدف جلوگیری از حملات بیشتر به نیروهای ائتلاف شرکت‌کننده در عملیات «عزم راسخ» انجام شد. در آن زمان، تقریباً ۵۰۰۰ سرباز آمریکایی برای حمایت از تلاش‌ها علیه بقایای داعش در عراق مستقر بودند. دو روز بعد، در اعتراض به حملات هوایی ایالات متحده، شبه‌نظامیان شیعه عراقی و حامیان آنها به سفارت ایالات متحده در بغداد حمله کردند. وزیر دفاع ایالات متحده، مارک اسپر، اظهار داشت که اگر نشانه‌هایی مبنی بر آماده شدن گروه‌های تحت حمایت ایران برای حملات بیشتر به نیروها یا پایگاه‌های آمریکایی در منطقه وجود داشته باشد، ایالات متحده حملات پیشگیرانه‌ای علیه آنها انجام خواهد داد.

## ترور قاسم سلیمانی

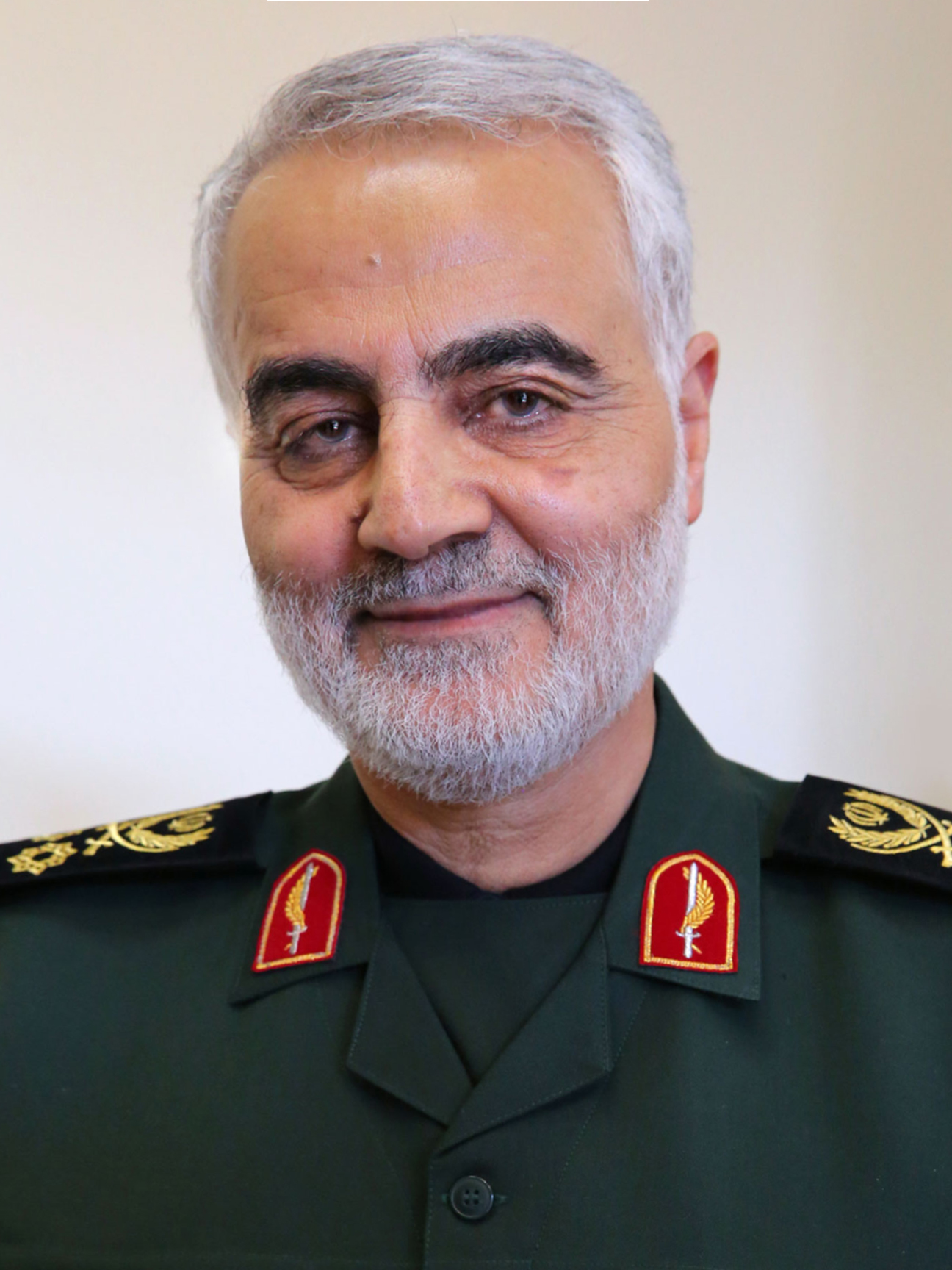
قاسم سلیمانی

در ۳ ژانویه ۲۰۲۰، فرمانده ایرانی قاسم سلیمانی در یک حمله پهپادی ایالات متحده در نزدیکی فرودگاه بین‌المللی بغداد، به دستور دونالد ترامپ، رئیس جمهور ایالات متحده، کشته شد. سلیمانی یک رهبر نظامی کلیدی و رئیس نیروی قدس ایران، شاخه نظامی سپاه پاسداران انقلاب اسلامی (IRGC) ایران بود که توسط ایالات متحده و اتحادیه اروپا به عنوان یک سازمان تروریستی تعیین شده است و او نقش محوری در استراتژی نظامی منطقه‌ای ایران داشت. پیش از این حمله، هم رئیس دفتر وقت ترامپ میک مولوینی و هم مشاور نزدیکش سناتور لیندسی گراهام توصیه کرده بودند که چنین شخصیت ارشد ایرانی هدف قرار نگیرد.
رئیس جمهور ترامپ بعداً در یک سخنرانی تلویزیونی مرگ سلیمانی را اعلام کرد و سلیمانی را "تروریست شماره یک در هر کجای جهان" خواند. او این عملیات را با این ادعا که سلیمانی در حال برنامه‌ریزی حملاتی علیه چهار سفارتخانه ایالات متحده در سراسر خاورمیانه بود، توجیه کرد. سفیر ایالات متحده آمریکا در سازمان ملل کلی کرفت نامه‌ای به شورای امنیت سازمان ملل نوشت که در آن گفت که این اقدام دفاع شخصی بوده است. او در این نامه همچنین نوشت که ایالات متحده «آماده است بدون پیش‌شرط در مذاکرات جدی با ایران شرکت کند، با هدف جلوگیری از به خطر افتادن بیشتر صلح و امنیت بین‌المللی یا تشدید تنش توسط رژیم ایران». با این حال، مارک اسپر، وزیر دفاع ایالات متحده، بعداً توضیح داد که اگرچه تهدیدی احساس می‌شد، اما او اطلاعاتی را ندیده است که به طور خاص به حملات برنامه‌ریزی شده به سفارتخانه‌ها اشاره کند.

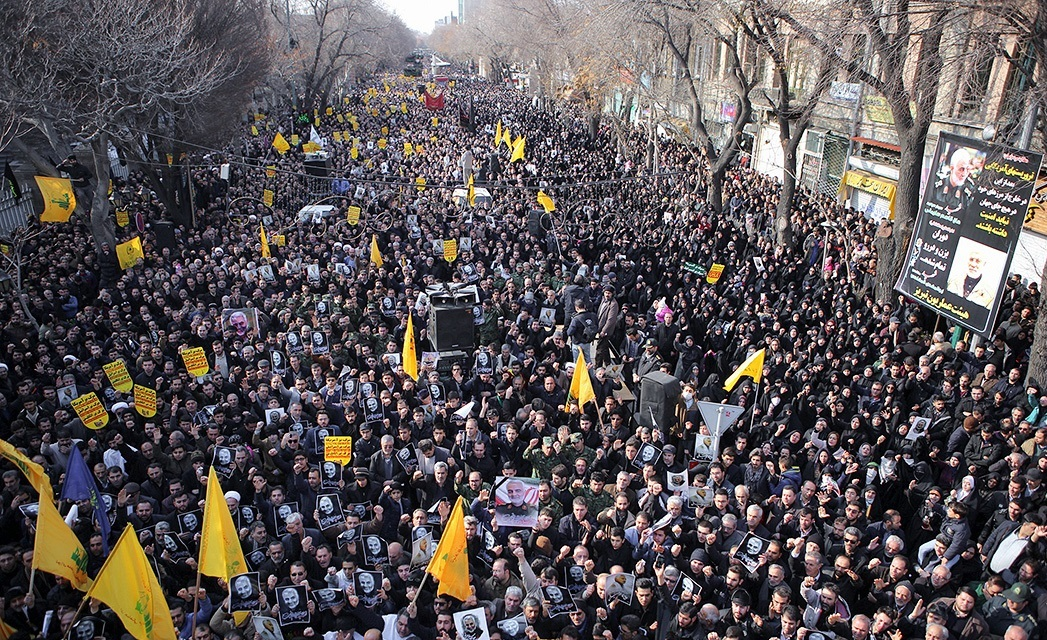
تظاهرات در ایران به دلیل مرگ قاسم سلیمانی در جریان حمله ایالات متحده به فرودگاه بغداد در عراق در ۳ ژانویه ۲۰۲۰

در همان روز حمله به فرودگاه بغداد، عبدالرضا شهلایی، یکی از حامیان مالی و فرماندهان کلیدی سپاه پاسداران، به طور ناموفق توسط پهپادهای آمریکایی در یمن هدف قرار گرفت که در عوض منجر به کشته شدن یکی دیگر از عوامل نیروی قدس شد. شهلایی پیش از این به قتل پنج سرباز آمریکایی در کربلا در سال ۲۰۰۷ مرتبط دانسته شده بود. به گفته «واشنگتن پست»، این حمله نشان می‌دهد که این عملیات ممکن است با هدف تضعیف گسترده‌تر رهبری سپاه پاسداران انقلاب اسلامی انجام شده باشد، نه صرفاً جلوگیری از یک تهدید قریب‌الوقوع.
کاخ سفید رسماً یک روز پس از وقوع ترور، کنگره ایالات متحده را در مورد قتل قاسم سلیمانی، مطابق با قطعنامه اختیارات جنگی سال ۱۹۷۳، مطلع کرد. در همین حال، هزاران نفر در شهرهای سراسر ایالات متحده در تظاهرات ضد جنگ علیه درگیری جدید در خاورمیانه شرکت کردند.

## پس از ترور سلیمانی
کمی پس از ترور سلیمانی، ترامپ دستور اعزام ۳۰۰۰ نیروی اضافی به خاورمیانه را صادر کرد که به ۱۴۰۰۰ نیروی اعزامی از ماه مه ۲۰۱۹ به آنجا اضافه می‌شود. در بحبوحه نگرانی‌ها از درگیری مستقیم بین دو کشور، ترامپ به ایران در مورد حمله به دارایی‌های ایالات متحده یا هر آمریکایی در منطقه هشدار داد. او تهدید کرد که در صورت حمله ایران، ایالات متحده "بسیار سریع و بسیار سخت" حمله خواهد کرد و ۵۲ مکان ایرانی، از جمله مکان‌های فرهنگی، را به عنوان پاسخی نمادین به ۵۲ گروگان آمریکایی که توسط ایران در سال‌های ۱۹۷۹-۱۹۸۱ بحران گروگانگیری ایران گرفته شده بودند، هدف قرار خواهد داد. بسیاری از کارشناسان حقوقی بین‌المللی خاطرنشان کردند که هدف قرار دادن مکان‌های فرهنگی طبق کنوانسیون ۱۹۵۴ لاهه برای حفاظت از اموال فرهنگی در صورت درگیری مسلحانه، جنایت جنگی محسوب می‌شود. هم وزیر دفاع مارک اسپر و هم وزیر امور خارجه مایک پومپئو گفتند که ایالات متحده به چنین مکان‌هایی حمله نخواهد کرد، اما «از قوانین درگیری مسلحانه پیروی خواهد کرد» و «در چارچوب سیستم رفتار خواهد کرد».
در ۵ ژانویه ۲۰۲۰، ایران اعلام کرد که دیگر به محدودیت‌های توافق هسته‌ای ۲۰۱۵ پایبند نخواهد بود، اما اشاره کرد که در صورت لغو تحریم‌ها می‌تواند به پایبندی بازگردد. ایران همچنین از پارلمان عراق خواست تا از حضور آمریکا در کشورشان خلاص شود. در پاسخ به این ترور، پارلمان عراق قطعنامه‌ای را برای اخراج همه نیروهای خارجی، در درجه اول با هدف قرار دادن نیروهای آمریکایی، تصویب کرد، اگرچه این رأی‌گیری توسط قانونگذاران سنی و کرد تحریم شد. در واکنش، ترامپ عراق را به تحریم‌های شدید اقتصادی تهدید کرد و روابط ایالات متحده و عراق را بیش از پیش متشنج کرد. موشک‌هایی در نزدیکی سفارت ایالات متحده و پایگاه شکاری بلد در طول تشییع جنازه قاسم سلیمانی اصابت کردند و به حس بی‌ثباتی و تشدید تنش نظامی در منطقه دامن زدند.
مجلس شورای اسلامی افزایش بودجه ۲۰۰ میلیون یورویی برای نیروی قدس را تصویب کرد و رسماً نیروهای مسلح ایالات متحده آمریکا را به عنوان سازمان تروریستی تعیین کرد. کمی پس از آن، ایران عملیات شهید سلیمانی را با موشک‌های بالستیک آغاز کرد و پایگاه هوایی پایگاه هوایی عین الاسد و اربیل در عراق را به عنوان انتقام مستقیم از قتل سلیمانی هدف قرار داد. علی خامنه‌ای، رهبر ایران، این حملات را «سیلی به صورت» ایالات متحده خواند و هدف گسترده‌تر ایران برای بیرون راندن نیروهای آمریکایی از خاورمیانه را نشان داد، در حالی که رئیس جمهور روحانی اعلام کرد که ایران دیگر به محدودیت‌های غنی‌سازی اورانیوم پایبند نخواهد بود.
در پاسخ، ترامپ تحریم‌های جدیدی علیه ایران اعلام کرد و تعهد خود را برای جلوگیری از توسعه سلاح‌های هسته‌ای توسط ایران مجدداً تأیید کرد، در حالی که هرگونه اقدام تلافی‌جویانه نظامی فوری را منتفی دانست. تابستان آن سال، ایران برای ۳۶ مقام سیاسی و نظامی آمریکایی، از جمله ترامپ، به دلیل نقششان در قتل سلیمانی، حکم جلب صادر کرد، هرچند این اقدام نمادین تلقی شد.
تنها چند ساعت پس از حملات موشکی، پرواز شماره ۷۵۲ هواپیمایی بین‌المللی اوکراین توسط سپاه پاسداران انقلاب اسلامی سرنگون شد، که طبق گزارش‌ها آن را به عنوان یک موشک کروز آمریکایی شناسایی کردند و تمام ۱۷۶ سرنشین آن که حدود نیمی از آنها ایرانی بودند، کشته شدند. پس از پذیرش مسئولیت سرنگونی توسط ایران، اعتراضات در سراسر کشور فوران کرد و خشم عمومی را که پس از مرگ سلیمانی خاموش شده بود، دوباره شعله‌ور کرد. اعتراضات گسترده بود و تجمعاتی در چندین شهر از جمله تهران، اصفهان، همدان، رشت و ساری گزارش شده است. معترضان همچنین خواستار استعفای علی خامنه‌ای، رهبر ایران، شدند.
در تلاشی از سوی ایالات متحده برای مهار تنش‌های فزاینده با ایران، سفیر سازمان ملل متحد کلی کرفت به شورای امنیت سازمان ملل متحد اطلاع داد که ایالات متحده برای جلوگیری از تشدید بیشتر تنش‌ها، آماده مذاکره است. با این حال، آیت‌الله خامنه‌ای و نماینده ایران در سازمان ملل مجید تخت‌روانچی هرگونه مذاکره‌ای را مگر اینکه ایالات متحده به برجام بازگردد، رد کردند و اقدامات نظامی ایران را تحت ماده ۵۱ منشور سازمان ملل متحد توجیه کردند. دولت ترامپ تحریم‌های اقتصادی جدیدی را علیه صنعت فلزات ایران و مقامات ارشد دخیل در حملات موشکی اعمال کرد که وزارت خزانه‌داری ایالات متحده آمریکا تخمین زده است که می‌تواند "میلیاردها" دلار درآمد را تحت تأثیر قرار دهد.
در بحبوحه این ناآرامی‌ها، دبیرکل حزب‌الله حسن نصرالله از متحدان منطقه‌ای ایران خواست تا مبارزات نظامی خود را علیه نیروهای آمریکایی تشدید کنند. در همین حال، بوریس جانسون نخست وزیر بریتانیا پیشنهاد مذاکره برای یک توافق هسته‌ای جدید با ایران را مطرح کرد، ایده‌ای که ترامپ از آن حمایت کرد.  عملیات نظامی علیه داعش در عراق پس از یک تعلیق ده روزه، در ۱۵ ژانویه ۲۰۲۰ و پس از حمله به سلیمانی از سر گرفته شد. برای نخستین بار از سال ۲۰۱۲، آیت‌الله خامنه‌ای نماز جمعه را در تهران اقامه کرد و از این فرصت برای محکوم کردن قدرت‌های غربی و تکرار قصد ایران برای بیرون راندن نیروهای آمریکایی از خاورمیانه استفاده کرد. در همان روز، کنفدراسیون فوتبال آسیا ایران را از میزبانی مسابقات بین‌المللی فوتبال منع کرد و به انزوای فزاینده این کشور افزود. واکنش ایالات متحده با اعمال تحریم‌هایی علیه سرتیپ حسن شاهوارپور، یکی از فرماندهان سپاه پاسداران که متهم به نظارت بر سرکوب خشونت‌آمیز معترضان در شهرستان ماهشهر بود، ادامه یافت.
در ژوئن ۲۰۲۰، مقامات ایرانی حکم بازداشت ۳۶ مقام آمریکایی، از جمله رئیس جمهور ترامپ، را به دلیل ادعای دست داشتن در قتل سلیمانی صادر کردند.

## حمله و انتقام ۱۱ مارس
مقامات واشنگتن در اواسط مارس ۲۰۲۰ ادعا کردند که یک گروه شبه‌نظامی تحت حمایت ایران به یک پایگاه نظامی ایالات متحده در عراق حمله کرده است که منجر به کشته شدن دو سربازان آمریکایی و یک سرباز بریتانیایی شده است. بعداً، در همان هفته، ارتش ایالات متحده حمله موشکی علیه کتائب حزب‌الله در عراق انجام داد که منجر به کشته شدن شبه‌نظامیان، یک غیرنظامی حاضر در پایگاه، به همراه پنج نظامی عراقی شد. در تلافی، موشک‌ها دوباره در نزدیکی منطقه سبز بغداد، سفارت آمریکا اصابت کردند.

## تبادل لفاظی و تشدید تنش‌های دیپلماتیک
در ۱۷ ژانویه ۲۰۲۰، پس از حمله ایران به دو پایگاه نظامی آمریکا در عراق، علی خامنه‌ای پس از هشت سال دوباره در نماز جمعه تهران حاضر شد و از سپاه پاسداران انقلاب اسلامی دفاع کرد و گفت: «... روزی که ده‌ها میلیون نفر در ایران و صدها هزار نفر در عراق و سایر کشورها برای گرامیداشت خون فرمانده نیروی قدس به خیابان‌ها آمدند و بزرگترین وداع جهان را رقم زدند.» آیت‌الله خامنه‌ای گفت: «هیچ چیز نمی‌تواند این کار را انجام دهد مگر با دست قدرتمند خدا.» وی افزود: «واکنش سپاه یک ضربه نظامی بود، اما فراتر از آن، ضربه‌ای به تصویر ایالات متحده به عنوان یک ابرقدرت بود.» دونالد ترامپ در توییتی پاسخ داد: «خامنه ای باید در سخنان خود بسیار مراقب باشد!».
در ماه‌های پس از آن، دولت ترامپ به کارزار فشار خود از طریق کانال‌های دیپلماتیک ادامه داد. در اوت ۲۰۲۰، دولت ترامپ به طور ناموفقی تلاش کرد تا مکانیسمی را فعال کند که بخشی از توافق بود و منجر به بازگشت تحریم‌های سازمان ملل علیه ایران می‌شد. با وجود خروج از توافق هسته‌ای با ایران، دولت ترامپ ادعا کرد که ایالات متحده هنوز به عنوان یک "شرکت‌کننده" در این توافق واجد شرایط است تا بتواند "اسنپ‌بک" را فعال کند و شورای امنیت سازمان ملل متحد را برای بازگرداندن تحریم‌های پیش از توافق علیه ایران در پاسخ به نقض‌های ادعایی آن تحت فشار قرار دهد. با این حال، این توافق یک فرآیند حل و فصل بین امضاکنندگان فعلی را فراهم کرده بود که هنوز مسیر خود را طی نکرده بود. شورای امنیت در اواخر همان ماه به پیشنهاد ایالات متحده رأی داد و تنها جمهوری دومینیکن در حمایت از آن به ایالات متحده پیوست. این بن‌بست دیپلماتیک تأکید کرد که چگونه ایالات متحده، به جای منزوی کردن ایران، تا حد زیادی خود را از اجماع بین‌المللی منزوی کرده است. در طول تلاش‌های رئیس‌جمهور ترامپ برای از بین بردن برجام، او با مقاومت مداوم، حتی از سوی متحدان کلیدی اروپایی، روبرو شد.

## دنیاگیری کووید-۱۹
حسن روحانی، رئیس جمهور ایران، در ۱۴ مارس ۲۰۲۰ نامه‌ای سرگشاده به رهبران جهان نوشت و درخواست کمک کرد و گفت که کشورش به دلیل عدم دسترسی به بازارهای بین‌المللی در نتیجه تحریم‌های آمریکا علیه ایران در مبارزه با شیوع بیماری با مشکل مواجه است. رهبر ایران ادعا کرد که این ویروس از نظر ژنتیکی توسط ایالات متحده ایرانیان را هدف قرار داده است و به همین دلیل است که به طور جدی ایران را تحت تأثیر قرار می‌دهد. او هیچ مدرکی ارائه نداد.
دونالد ترامپ، رئیس جمهور ایالات متحده، گفت که مایل است کمک‌های مربوط به ویروس کرونا، مانند دستگاه تنفس مصنوعی را برای کمک به مقابله با دنیاگیری کووید-۱۹ به ایران ارائه دهد.

## ماهواره نظامی
ماهواره نور-۱ با یک موشک چند مرحله‌ای به مدار زمین پرتاب شد و از محدوده موشکی شاهرود در شمال ایران پرتاب شد. اگرچه در حال حاضر تهدیدی برای ایالات متحده و سایر دشمنان ایران نیست، اما تکمیل این مأموریت، شایستگی فنی سپاه پاسداران انقلاب اسلامی نوپا را تأیید می‌کند.
اگرچه خبرگزاری تسنیم این اقدام را به عنوان یک "نقطه عطف ملی" مورد ستایش قرار داد، جمهوری اسلامی در اکتشافات فضایی و به ویژه عملیات مدار پایین زمین بی‌تجربه نیست. ایران در سال‌های ۲۰۰۹، ۲۰۱۵ و ۲۰۱۷ به ترتیب ماهواره‌های امید، فجر و سیمرغ را به مدار زمین فرستاد.
علیرغم شکست‌های اخیر در ترورهای مقامات ارشد و مقاومت در برابر همه‌گیری، پرتاب سال ۲۰۲۰ پیام روشنی را به همه قدرت‌های خاورمیانه و فرااقیانوسی می‌فرستد: ایران همچنان در تلاش خود برای برتری منطقه‌ای و فناوری پیشرفته داخلی و نظامی پیشرفت می‌کند. فشارهای فزاینده در دهه گذشته، رهبران نظامی و سیاسی ایالات متحده را از توانایی ایران در ساخت فضاپیماهای حامل موشک‌های بالستیک ترسانده است. وزیر امور خارجه ایالات متحده آمریکا مایک پومپئو پرتاب موفقیت‌آمیز ایران را تأیید نکرد و اظهار داشت که این ثابت می‌کند که برنامه فضایی "نه صلح‌آمیز است و نه کاملاً غیرنظامی"، اما دولت ترامپ، ظاهراً "هرگز این داستان را باور نکرده است." پمپئو در یک کنفرانس مطبوعاتی در ۲۲ آوریل گفت: «ایرانی‌ها پیوسته گفته‌اند که این برنامه‌های موشکی از ارتش آنها جدا بوده و صرفاً فعالیت‌های تجاری بوده‌اند. فکر می‌کنم پرتاب امروز آنچه را که ما مدت‌هاست در ایالات متحده می‌گوییم ثابت می‌کند: سپاه پاسداران، که یک سازمان تروریستی تعیین شده است، امروز موشکی پرتاب کرد.»

## ایران به ونزوئلا سوخت ارسال می‌کند
در ماه مه ۲۰۲۰، پنج نفتکش ایرانی حامل میلیون‌ها دلار بنزین و محصولات مشابه، به عنوان بخشی از یک توافق گسترده‌تر بین دو کشور تحت تحریم ایالات متحده در بحبوحه تشدید تنش‌ها بین تهران و واشنگتن، به ونزوئلا اعزام شدند. سفر این نفتکش‌ها پس از آن صورت گرفت که نیکلاس مادورو، رئیس جمهور ونزوئلا، پیش از این برای کمک به حمل مواد شیمیایی مورد نیاز در یک پالایشگاه قدیمی در بحبوحه کمبود بنزین، به ایران مراجعه کرده بود. این نشانه‌ای از هرج و مرج اقتصادی و سیاسی گسترده‌تری است که بزرگترین تولیدکننده نفت آمریکای لاتین را در بر گرفته است.
ایالات متحده به دنبال توقیف نفتکش‌های ایرانی بود که با نفت و بنزین تأمین شده توسط ایران به سمت ونزوئلا در حرکت بودند، که جدیدترین تلاش برای ایجاد اختلال در روابط تجاری نزدیک‌تر بین دو متحد ضد آمریکایی به شدت تحریم شده بود. گزارش‌ها حاکی از آن بود که چهار کشتی جنگی نیروی دریایی ایالات متحده برای «رویارویی احتمالی با نفتکش‌های ایران» در کارائیب بودند.
پس از تهدید ایالات متحده، محمد جواد ظریف در نامه‌ای به دبیرکل سازمان ملل متحد آنتونیو گوترش، نسبت به «اقدامات آمریکا در اعزام نیروی دریایی خود به کارائیب به منظور مداخله و ایجاد اختلال در انتقال سوخت ایران به ونزوئلا» هشدار داد. او گفت که هرگونه اقدامی از این دست «غیرقانونی و نوعی دزدی دریایی» خواهد بود و طبق بیانیه وزارت امور خارجه، ایالات متحده مسئول «عواقب» آن خواهد بود.
در ۲۵ مه ۲۰۲۰، ونزوئلا از ورود نخستین نفتکش از پنج نفتکش ایرانی حامل بنزین استقبال کرد و سوخت مورد نیاز فوری این کشور را در بحبوحه بحران شدید تأمین کرد. بقیه نفتکش‌های ایرانی نیز به زودی و بدون هیچ گونه اختلالی به مقصد خود رسیدند. محموله‌های بنزین با وجود تحریم‌های سختگیرانه ایالات متحده که توسط دولت ترامپ علیه هر دو کشور اعمال شده بود، به مقصد رسیدند و مرحله جدیدی را در تعمیق روابط بین ونزوئلا و ایران رقم زدند.

## برنامه پاداش ایران
در اوت ۲۰۲۰، جامعه اطلاعاتی ایالات متحده آمریکا ارزیابی کرد که ایران به طالبان مرتبط با شبکه حقانی برای کشتن نیروهای خارجی، از جمله آمریکایی‌ها، در افغانستان جایزه داده است. اطلاعات ایالات متحده مشخص کرد که ایران برای حمله به فرودگاه بگرام در سال ۲۰۱۹ به شورشیان طالبان جایزه داده است. به گزارش سی‌ان‌ان، دولت دونالد ترامپ «هرگز به ارتباط ایران با بمب‌گذاری اشاره نکرده است، کوتاهی‌ای که مقامات فعلی و سابق گفتند با اولویت‌بندی گسترده‌تر توافق صلح و خروج از افغانستان مرتبط بوده است.»
در ۶ آگوست ۲۰۲۰، دولت ترامپ نماینده ویژه وزارت امور خارجه در امور ایران برایان هوک را اخراج کرد. جیسون رضائیان این را به عنوان پذیرش ضمنی این موضوع دانست که سیاست به اصطلاح «فشار حداکثری» در قبال ایران شکست خورده است. آنها این کار را پیش از رأی‌گیری شورای امنیت سازمان ملل به رهبری ایالات متحده در مورد تمدید تحریم فروش سلاح به ایران که قرار است در ماه اکتبر منقضی شود، انجام دادند. رضاییان گفت که روسیه و چین تقریباً مطمئن هستند که این تمدید را وتو خواهند کرد و به ایران اجازه می‌دهند دوباره از هر کسی که می‌خواهد خرید سلاح را آغاز کند.

## انتخابات ریاست جمهوری ۲۰۲۰ ایالات متحده
در جریان انتخابات ریاست‌جمهوری ایالات متحده آمریکا (۲۰۲۰)، ایران، همراه با چین و روسیه، مظنون به دخالت خارجی در انتخابات بودند. وقتی مجری کریستن ولکر در مورد چگونگی کشف شواهد دخالت ایران در انتخابات توسط مقامات اطلاعاتی در جریان مناظره‌های انتخابات ریاست‌جمهوری ایالات متحده آمریکا (۲۰۲۰) از او پرسید، جو بایدن نامزد حزب دموکرات (ایالات متحده)|دموکرات]] پاسخ داد که ایران به دلیل دخالت در انتخابات "بهای آن را خواهد پرداخت".
پس از پیروزی بایدن در برابر دونالد ترامپ، رئیس جمهور ایران حسن روحانی گفت که دولت بایدن فرصتی برای "جبران اشتباهات قبلی" دارد.

## رهبر "تروریست" مستقر در ایالات متحده توسط ایران دستگیر شد
در ۱ آگوست ۲۰۲۰، نیروهای امنیتی ایران، جمشید شارمهد، سلطنت‌طلب ایرانی ساکن ایالات متحده را بازداشت کردند. او مظنون به طراحی بمب‌گذاری ۱۳۸۷ شیراز بود که منجر به کشته شدن ۱۴ نفر و زخمی شدن ۲۱۵ نفر شد. ایران ادعا کرد که جمشید شارمهد، رئیس گروه شبه‌نظامی طرفدار سلطنت تندر، «اقدامات مسلحانه و تروریستی در ایران را از آمریکا هدایت می‌کرد». ایران تندر (به فارسی به معنای «رعد») که با نام انجمن پادشاهی ایران نیز شناخته می‌شود را یک سازمان تروریستی می‌داند. مقامات در ارتباط با بمب‌گذاری سال ۲۰۰۸، ارتباط بین این گروه و چندین نفر را تأیید کرده‌اند.

### ترور ابومحمد المصری
در ۷ آگوست ۲۰۲۰ ابومحمد المصری، نفر دوم فرماندهی رهبر القاعده، هنگام رانندگی با ماشین خود در محله پاسداران تهران، ایران، توسط مأموران اسرائیلی به ضرب گلوله کشته شد. در ۱۲ ژانویه ۲۰۲۱، مایک پومپئو مرگ او را تأیید کرد، اگرچه هیچ مدرک بیشتری از هیچ یک از طرفین ارائه نشد.